# Primicerio

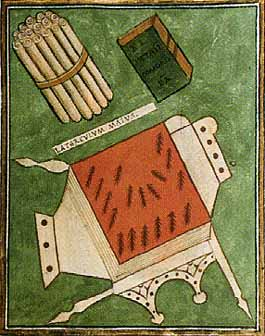
Página de la Notitia Dignitatum que muestra las insignias asociadas con el oficio de primicerio notario.

Se llama primicerio al primero que se escribía en la tabla o catálogo de los nombres eclesiásticos, como mayor en dignidad. Es como si se dijese primus in cera, porque antiguamente se escribían estos nombres en tablas de cera que estaban colgadas en el coro. El que se escribía el segundo se llamaba secundecerio o secundus in cera.

## Uso eclesiástico
Dice el Abate Pascal que antiguamente los nombres de los dignatarios del coro se escribían en el cirio pascual, como el objeto más culminante que estaba situado en medio del coro.
- Entre los religiosos se llamaba primicerio el que cuidaba las haciendas y los dos primeros oficiales de cada orden.
- Entre los eclesiásticos se llamó también primicerio de la capilla de palacio, al primer oficial de la capilla real.

En tiempo de San Gregorio Magno el nombre de primicerio designaba una dignidad eclesiástica a la que este papa atribuye varios derechos sobre los clérigos inferiores y la dirección del coro, para que se hiciese el servicio con exactitud. Tenía también derecho para corregir a los clérigos que delinquían y denunciar al obispo a los incorregibles.
Antiguamente el primicerio era el jefe del clero inferior como el arcipreste y arcediano lo eran de los presbíteros y diáconos. Observa Fleury que se halla escrito muchas veces primicerio de los notarios, porque antiguamente la función más considerable de los clérigos inferiores era el ser secretarios y notarios del obispo o de la iglesia. En los antiguos concilios españoles se halla usado el nombre de primiclerus y como que realmente parecía convenir mejor al oficio que constituía el primero de los clérigos inferiores.
No puede dudarse que desde el siglo VII el primicerio tenía en la iglesia una de las primeras dignidades. Se le ve suscribir las actas del Concilio de Toledo de 683 inmediatamente antes que el arcediano. Su oficio se consideraba como uno de los primeros de la Iglesia. Durante la vacante de la silla episcopal o en ausencia del obispo, desempeñaba todos los negocios en unión con el arcediano y arcipreste.
En una carta de San Isidoro de Sevilla inserta en las Decretales de Gregorio IX se encuentra el pormenor de las funciones del primicerio. En la actualidad apenas se conservan restos de este nombre ni dignidad.